# Karel Kestner
Karel Kestner (23. listopadu 1939, Lány – 11. ledna 2015, Stochov) byl portrétní fotograf předních českých umělců 20. století.

## Život a dílo
Vystudoval jedenáctiletku v Novém Strašecí a strojní průmyslovou školu (obor energetika) v Chomutově. V letech 1961–1991 pracoval v SONP (Spojené ocelárny, národní podnik) Kladno a po zániku tohoto podniku byl mj. zaměstnán jako skladník v Uhříněvsi.
Zhruba od konce 60. let se systematicky věnoval portrétní fotografii českých grafiků, malířů, herců, hudebníků a jiných umělců. Těch shromáždil neuvěřitelné množství a publikoval je na více než třiceti autorských a společných výstavách. Výsledkem jeho práce jsou i dvě samostatné knihy: Podoby známé i neznámé (2000) a O báječných lidech slovem a obrazem (2009, spoluautor Ivo Mička). Prvně zmíněná publikace byla oceněna jako fotografická publikace roku 2001.
Charakteristickým rysem jeho fotografií je prolnutí osobnosti portrétovaného s jeho přirozeným prostředím. Fotografie jsou skoro výlučně klasické černobílé, tvořené chemickou cestou.
Díky jeho koníčku si dnes můžeme prohlédnout tváře slavných jmen, např.:
- Jiří Anderle, Miroslav Barták, Jan Bauch, Adolf Born, Cyril Bouda, Adolf Branald, Zdeněk Burian, Ladislav Čepelák, František Dvořák, Zdena Fibichová, Jaroslav Foglar
- Josef Hladík, Miroslav Horníček, Bohumil Hrabal, František Hudeček, Ilja Hurník, Václav Chochola, Miroslav Ivanov, Ludmila Jiřincová
- Kristian Kodet, Jiří Kolář, Vladimír Komárek, František Kožík, Oldřich Kulhánek, Jan Kutálek, Aleš Lamr, Kamil Lhoták, Josef Liesler, Zdeněk Mahler
- Jiří Načeradský, Ondřej Neff, František Nepil, Karel Nepraš, Václav Neumann, Eva Olmerová, Jan Antonín Pacák, Karel Plicka, Vladimír Preclík, František Ronovský, Bohumil Říha
- Jan Saudek, Kája Saudek, Jaroslav Seifert, Olga Schoberová, Jan Skácel, Petr Skarlant, Ota Sklenčka, Jiří Slíva, Ladislav Smoljak, Jiří Sopko, Karel Souček, František Stavinoha, Ladislav Stehlík, Vladimír Suchánek, Jiří Suchý, Vladimír Suchý, Pavel Sukdolák, Karel Svolinský
- Jiří Šalamoun, Jiří Šefčík, Jaroslav Šerých, Lev Šimák, Jana Štěpánková, Vladimír Tesař, Jaromír Tomeček, Josef Vyleťal, Jan Werich
- Emil Zátopek, Dana Zátopková, Olbram Zoubek, Jan Zrzavý, Jiří Žáček

## Publikace
- Podoby známé i neznámé (2000)
- O báječných lidech slovem a obrazem (2009, spoluautor Ivo Mička)